# Nordkirchen

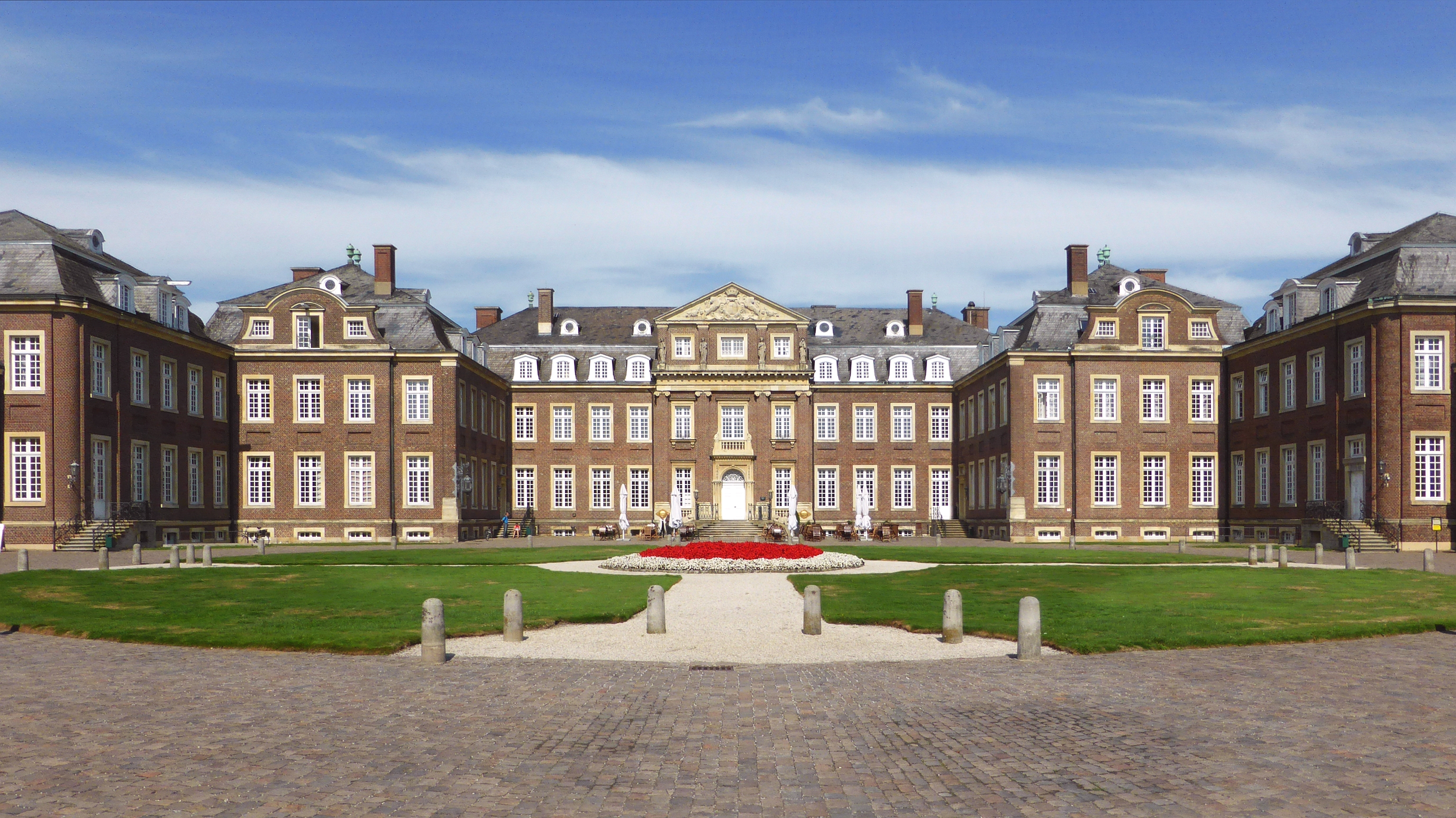
O edifício principal "Schloss Nordkirchen" (integra uma universidade de ciências aplicadas)

Nordkirchen é um município da Alemanha localizado no distrito de Coesfeld, região administrativa de Münster, estado de Renânia do Norte-Vestfália.